# Död mans fåfänga (film, 1986)
Död mans fåfänga (engelska: Dead Man's Folly) är en brittisk–amerikansk mysteriefilm från 1986 i regi av Clive Donner. Filmen är baserad på Agatha Christies roman med samma namn från 1956. I huvudrollen som den belgiske detektiven Hercule Poirot ses Peter Ustinov. Bland övriga roller märks Jean Stapleton, Tim Pigott-Smith, Jonathan Cecil, Constance Cummings och Nicollette Sheridan.

## Historia
Till rollen som Ariadne Oliver valde CBS den amerikanska skådespelerskan Jean Stapleton, mest känd för att spelat Edith Bunker i långköraren Under samma tak 1971-79. Trots att flera brittiska aktörer förekommer lider filmen av den amerikanska produktionen, som saknar den traditionella känslan för engelska deckare och mer är skräddarsydd för en amerikansk publik.

## Synopsis
Hercule Poirot och hans kompanjon kapten Arthur Hastings kallas in av deras excentriske vän Ariadne Oliver till en herrgård i Devon. Oliver organiserar en "Mordjakt"-lek för en lokal marknad som ska hållas på Nass House, men hon är bekymrad över något som hon inte riktigt kan sätta fingret på.
Saker och ting tar en vändning till det värre när flickan som spelar den "döda" kroppen mördas på riktigt under "Mordjakten". Strax därefter försvinner herrgårdsfrun mystiskt och en gammal mans kropp dras upp ur floden. Poirot måste ta reda på vem och vad som ligger bakom dessa till synes osammanhängande händelser.

## Rollista i urval
- Peter Ustinov - Hercule Poirot
- Jean Stapleton - Ariadne Oliver
- Constance Cummings - Amy Folliat
- Tim Pigott-Smith - Sir George Stubbs
- Jonathan Cecil - kapten Arthur Hastings
- Kenneth Cranham - kommissarie Bland
- Susan Wooldridge - Amanda Brewis
- Christopher Guard - Alec Legge
- Jeff Yagher - Eddie South
- Nicollette Sheridan - Hattie Stubbs
- Ralph Arliss - Michael Weyman
- Caroline Langrishe - Sally Legge
- Alan Parnaby - båtkarl

## Efterföljare
1974 släpptes Mordet på Orientexpressen med Albert Finney i huvudrollen som Hercule Poirot. Eftersom Finney inte kunde reprisera sin roll 1978 för uppföljaren Döden på Nilen fick Peter Ustinov rollen. Han repriserade rollen i Mord på ljusa dagen 1982 och medverkade senare i flera TV-filmer. Förutom Död mans fåfänga släpptes Tragedi i tre akter och 13 vid bordet.
En annan filmatisering av en av Christies romaner 1988, Döden till mötes, markerade Ustinovs sista porträtt av den belgiske detektiven.

## Trivia
- Amy Folliat (Constance Cummings) citerar 1500-talspoeten Edmund Spensers verk "The Faerie Queene": "Sömn efter möda, hamn efter stormiga hav, / Lätthet efter krig, död efter liv, behagar mycket." Denna vers är inskriven på Agatha Christies gravsten
- Det finns en referens till ett annat Agatha Christie Poirot-fall: Kriminalinspektör Bland (Kenneth Cranham) berättar för Poirot att han "var närvarande när du löste ABC-morden" femton år tidigare.